# Дюселдорфска литературна награда
„Дюселдорфската литературна награда“ (на немски: Düsseldorfer Literaturpreis) се присъжда след 2002 г. от град Дюселдорф.
От 2012 г. наградата възлиза на 20 000 € и с нея се отличават „писателки и писатели, чиито написани на немски литературни творби според формата или съдържанието си насочват към други изкуства или медии и напр. имат отношение към изобразителното или пластичното изкуство, към музиката или киното.“

## Носители на наградата (подбор)
- Кристоф Петерс (2004)
- Томас Клинг (2005)
- Катарина Хакер (2006)
- Юрген Бекер (2007)
- Улрих Пелцер (2008)
- Урзула Крехел (2009)
- Норберт Шойер (2010)
- Томас Хетхе (2013)
- Михаел Кьолмайер (2015)
- Марсел Байер (2016)
- Марион Пошман (2017)